# Internationales Werner-Seelenbinder-Gedenkturnier 1989
Das Internationale Werner-Seelenbinder-Gedenkturnier 1989 fand vom 23. bis zum 24. September 1989 in Erfurt statt. Es war die 17. Auflage dieser internationalen Meisterschaften der DDR im Badminton.

## Medaillengewinner
| Disziplin    | Gold                                                                          | Silber                                                     | Bronze                                                          |
| ------------ | ----------------------------------------------------------------------------- | ---------------------------------------------------------- | --------------------------------------------------------------- |
| Herreneinzel | Tomasz Mendrek (ČSSR)                                                         | Radek Svoboba (ČSSR)                                       | Gábor Petrovits (Ungarn)                                        |
| Herreneinzel | Tomasz Mendrek (ČSSR)                                                         | Radek Svoboba (ČSSR)                                       | Thomas Mundt (Einheit Greifswald)                               |
| Dameneinzel  | Petra Michalowsky (Einheit Greifswald)                                        | Jitka Lacinová (ČSSR)                                      | Ludmila Šimáková (ČSSR)                                         |
| Dameneinzel  | Petra Michalowsky (Einheit Greifswald)                                        | Jitka Lacinová (ČSSR)                                      | Ina Ionnikova (UdSSR)                                           |
| Herrendoppel | Thomas Mundt / Kai Abraham (Einheit Greifswald / EBT Berlin)                  | Erfried Michalowsky / André Wiechmann (Einheit Greifswald) | Vladimir Nikolenko / Jevgeniy Kravchenko (UdSSR)                |
| Herrendoppel | Thomas Mundt / Kai Abraham (Einheit Greifswald / EBT Berlin)                  | Erfried Michalowsky / André Wiechmann (Einheit Greifswald) | Holger Wippich / Oleg Kravchuk (HSG DHfK Leipzig / UdSSR)       |
| Damendoppel  | Monika Cassens / Petra Michalowsky (HSG Lok HfV Dresden / Einheit Greifswald) | Natalya Ivanova / Ina Ionnikova (UdSSR)                    | Petra Tobien / Heike Heutzenröder (EBT Berlin)                  |
| Damendoppel  | Monika Cassens / Petra Michalowsky (HSG Lok HfV Dresden / Einheit Greifswald) | Natalya Ivanova / Ina Ionnikova (UdSSR)                    | Eva Lacinová / Jitka Lacinová (ČSSR)                            |
| Mixed        | Vladimir Nikolenko / Ina Ionnikova (UdSSR)                                    | Jevgeniy Kravchenko / Irina Gritsenko (UdSSR)              | Kai Abraham / Monika Cassens (EBT Berlin / HSG Lok HfV Dresden) |
| Mixed        | Vladimir Nikolenko / Ina Ionnikova (UdSSR)                                    | Jevgeniy Kravchenko / Irina Gritsenko (UdSSR)              | Thomas Mundt / Petra Michalowsky (Einheit Greifswald)           |